# Ivöleden
Ivöleden är Trafikverkets färja mellan Barum och Ivö, Skånes största ö, i Ivösjön.[källa behövs]
Färjan är en linfärja, vilket betyder att den inte går fritt över sjön. Sträckan som färjan åker är cirka 720 meter lång. 
Ska man åka färjan måste man ringa och beställa tur. 

## Historia
Fram till slutet av 1800-talet fanns ingen regelbunden kommunikation med Ivö. Först då började en skeppare transportera folk över Ivösjön. 1918 införskaffades den första motorbåten och 1944 införskaffades en lindragen färja. Den första stålfärjan började användas 1957. När Ivöledens senaste färja kom 1987 döptes den till Karna efter Karna Bengtsdotter, en kvinna som bodde på fastlandet men som rodde människor över sjön före färjans dagar.